# Jean-Pierre Melville
Jean-Pierre Melville, nascido Jean-Pierre Grumbach (Paris, 20 de outubro de 1917 — Paris, 2 de agosto de 1973) foi um realizador, produtor, ator e argumentista francês, grande apreciador do film noir americano dos anos quarenta e autor de alguns conhecidos filmes policiais, interpretados por atores como Alain Delon, Jean-Paul Belmondo ou Lino Ventura.

## Filmografia
- 1945: Vingt-quatre heures de la vie d'un clown
- 1949: Le Silence de la mer
- 1950: Les enfants terribles
- 1953: Quand tu liras cette lettre  (pt: Quando leres esta carta)
- 1956: Bob le flambeur
- 1959: Deux hommes dans Manhattan
- 1961: Léon Morin, prêtre  (pt: Amor proibido)
- 1962: Le doulos  (pt: O denunciante)
- 1963: L'aîné des Ferchaux  (pt: Um homem de confiança)
- 1966: Le deuxième souffle  (pt: O segundo fôlego)
- 1967: Le samouraï  (pt: Ofício de matar)
- 1969: L'armée des ombres  (pt: O exército das sombras)
- 1970: Le cercle rouge  (pt: O círculo vermelho)
- 1972: Un flic  (pt: Cai a noite sobre a cidade)